# Bernisse
Bernisse (dân số 12.684 người trong năm 2004) là một đô thị ở phía tây Hà Lan, trong tỉnh Zuid-Holland. Đô thị này có diện tích 68,59 km² (26,48 mile²) trong đó 11,25 km² (4,34 mile²) là diện tích mặt nước.
Đô thị này được đặt tên theo sông Bernisse, một con sông chảy qua Bernisse.
Đô thị Bernisse bao gồm các khu vực dân cư: Abbenbroek, Biert, Geervliet, Heenvliet, Oudenhoorn, Simonshaven, Zuidland.
Đô thị Bernisse được lập ngày 1 tháng 1 năm 1980 thông qua việc hợp nhất các đô thị Abbenbroek, Oudenhoorn, Zuidland và một số khu vực của các đô thị Geervliet (bao gồm Simonshaven) và Heenvliet.